# Payne Springs, Texas
Payne Springs là một thị trấn thuộc quận Henderson, tiểu bang Texas, Hoa Kỳ. Năm 2010, dân số của thị trấn này là 767 người.

## Dân số
- Dân số năm 2000: 683 người.
- Dân số năm 2010: 767 người.